# Chris Namús
Christian Ariadna Namús, més coneguda com a Chris Namús (Montevideo, 3 d'octubre de 1987), és una boxejadora uruguaiana, que es va convertir en la primera del seu país en conquerir el títol mundial de la WIBA en pes superlleuger, després de derrotar la mexicana Perla Hernández Campa.

## Biografia
Chris va néixer el 1987 a Montevideo. Va rebutjar diverses oportunitats dins del món de la moda, per dedicar-se a la boxa. Actualment viu al barri de Pocitos.
La boxejadora, coneguda com el "bombó assassí", pel seu atractiu físic i per la seva joventut, també té previst continuar la seva trajectòria als Estats Units.
Ha fet història en la boxa uruguaiana, després de ser la primera dona del seu país en aconseguir un títol en aquest esport. A més, els últims deu intents, de púgils masculins, han resultat fallits.
Amb l'última victòria, per knockout tècnic, Chris ja suma sis victòries consecutives i cap derrota. El combat que la va consagrar com a campiona mundial es va celebrar al Palau Peñarol de Montevideo, el 20 de juliol de 2008. L'esportista va rebre el cinturó dels pesos superlleugers i un trofeu en mans del president de l'Uruguai, el doctor Tabaré Vázquez.
Recentment, Namús ha comunicat que es retira temporalment de la boxa atès a les discrepàncies existents amb la Federació Uruguaiana de Boxa, l'organisme encarregat de regular aquest esport de combat a l'Uruguai.